# Centro Hospitalario Pierre Janet
El Centro Hospitalario Pierre Janet (en francés: Centre Hospitalier Pierre-Janet) es un hospital psiquiátrico situado en la ciudad canadiense de Gatineau (Outaouais, Quebec) que ofrece servicios especializados en salud mental. El hospital trabaja en conjunto con la Universidad de Ottawa, la Universidad McGill y la Universidad de Quebec en Outaouais.

## Historia
Fue fundado el 27 de agosto de 1965 por el Dr. Dominique Bédard, Dr. Gaston Harnois y el Dr. Paul-André Meilleur, con la collaboration de Francois Chevalier. Recibió su nombre en memoria del psiquiatra y psicólogo Pierre Janet. 